# 阿韦尔·塞尔迪奥
阿韦尔·塞尔迪奥·贡廷（西班牙語：Abel Serdio Guntín，1994年4月16日—），西班牙男子手球运动员。他曾代表西班牙国家队参加2024年夏季奥林匹克运动会男子手球比赛，获得一枚铜牌。